# 大衡照夫
大衡 照夫（おおひら てるお、1911年〈明治44年〉6月22日 - 1997年〈平成9年〉11月22日）は、日本の政治家。元宮城県古川市（現・大崎市）長（2期）。

## 経歴
宮城県志田郡古川町（のち古川市→大崎市）出身。旧制古川中学校（現・宮城県古川高等学校） を経て、1948年、宇都宮高等農林学校（現・宇都宮大学農学部）卒。卒業後は全国購買組合連合会に入り、同連合会東京支所肥料部肥料飼料統制課属、同肥料課長、同肥料飼料統制課長となり、退職、帰郷し、1950年、保護司となる。1951年から古川市議会議員に当選し、7期務め、副議長、議長を歴任し、この間、宮城県社会教育委員を務めた。1976年の古川市長選挙に立候補し、現職の三上馨一を破って初当選した。1980年、1984年の市長選挙でも再選。相手はいずれも元市長の三上馨一だった。1988年に市長を退任した。

## 栄典
- 1976年 - 藍綬褒章
- 1988年 - 勲三等瑞宝章